# Ifjúsági vízilabda-Európa-bajnokság
Az ifjúsági vízilabda-Európa-bajnokság az Európai Úszószövetség (LEN) szervezésében, kétévente megrendezésre kerülő nemzetközi vízilabdatorna, melyet 1983-ban alapítottak. A férfiaknál 1983-ban, míg nőknél 2001-ben volt az első verseny. A tornán jelenleg U17-es korosztályú csapatok vehetnek részt.

## Érmesek

### Fiú
| Év   | Helyszín   |                       |               |               |
| ---- | ---------- | --------------------- | ------------- | ------------- |
| 1983 | Isztambul  | Magyarország          | Jugoszlávia   | Olaszország   |
| 1985 | Valletta   | Szovjetunió           | Magyarország  | Spanyolország |
| 1987 | Athén      | Jugoszlávia           | Szovjetunió   | NSZK          |
| 1989 | Isztambul  | Magyarország          | Jugoszlávia   | Olaszország   |
| 1991 | Óbecse     | Elmaradt              | Elmaradt      | Elmaradt      |
| 1993 | Veenendaal | Magyarország          | Horvátország  | Olaszország   |
| 1995 | Esslingen  | Jugoszlávia           | Magyarország  | Spanyolország |
| 1997 | Maribor    | Magyarország          | Horvátország  | Görögország   |
| 1999 | Szófia     | Horvátország          | Olaszország   | Magyarország  |
| 2001 | Hagen      | Magyarország          | Görögország   | Jugoszlávia   |
| 2003 | Isztambul  | Szerbia és Montenegró | Magyarország  | Horvátország  |
| 2005 | Szófia     | Szerbia és Montenegró | Horvátország  | Magyarország  |
| 2007 | Valletta   | Szerbia               | Magyarország  | Horvátország  |
| 2008 | Belgrád    | Magyarország          | Szerbia       | Horvátország  |
| 2010 | Stuttgart  | Olaszország           | Görögország   | Horvátország  |
| 2011 | Rijeka     | Horvátország          | Olaszország   | Spanyolország |
| 2013 | Valletta   | Montenegró            | Szerbia       | Olaszország   |
| 2015 | Baku       | Szerbia               | Spanyolország | Görögország   |
| 2017 | Valletta   | Montenegró            | Spanyolország | Magyarország  |
| 2019 | Tbiliszi   | Olaszország           | Spanyolország | Magyarország  |
| 2021 | Valletta   | Szerbia               | Görögország   | Magyarország  |
| 2023 | Manisa     | Görögország           | Szerbia       | Spanyolország |
| 2025 | Nagyvárad  |                       |               |               |

### Lány
| Év   | Helyszín           |               |               |               |
| ---- | ------------------ | ------------- | ------------- | ------------- |
| 2001 | Manchester         | Görögország   | Csehország    | Oroszország   |
| 2003 | Emmen              | Oroszország   | Magyarország  | Olaszország   |
| 2005 | Porto              | Oroszország   | Magyarország  | Hollandia     |
| 2007 | Haniá              | Oroszország   | Olaszország   | Spanyolország |
| 2008 | Győr               | Olaszország   | Magyarország  | Oroszország   |
| 2010 | Dnyiprodzerzsinszk | Oroszország   | Spanyolország | Magyarország  |
| 2011 | Madrid             | Görögország   | Magyarország  | Spanyolország |
| 2013 | Isztambul          | Görögország   | Spanyolország | Hollandia     |
| 2015 | Baku               | Oroszország   | Spanyolország | Görögország   |
| 2017 | Újvidék            | Spanyolország | Hollandia     | Magyarország  |
| 2019 | Vólosz             | Spanyolország | Oroszország   | Olaszország   |
| 2021 | Šibenik            | Oroszország   | Görögország   | Magyarország  |
| 2023 | Manisa             | Magyarország  | Spanyolország | Görögország   |
| 2025 | Gżira              |               |               |               |

## Magyar szereplés

### Fiú
| Év   | Helyezés | Szövetségi kapitány | A magyar válogatott tagjai |
| ---- | -------- | ------------------- | --- |
| 1983 |          | Molnár Endre        | Kuna Péter, Podhánszky Zoltán – Beleon Zsolt, Besenyei Attila, Biró Attila, Dóczi István, Horváth Csaba, Irmes Ferenc, Kuron Attila, Lunacsek Péter, Petőváry Zsolt, Sprock Tibor, Vad Lajos                                         |
| 1985 |          | Szívós István       | Miller Zsolt, Nagy Szabolcs – Bene András, Bittner Zsolt, Csizmadia Zsolt, Gyöngyösi András, Győri Gábor, Mohi Zoltán Zantleiter Tamás, Tóth I László, Tóth II László, Ürögi Zsolt, Vincze Balázs                                    |
| 1987 | 4.       | Szívós István       | Kardos István, Dévényi Zoltán – Fazekas Zoltán, Juhász Gábor, Kárász László, Liebhauser József, Loványi Róbert, Martinovics György, Milók Tamás, Pellei Csaba, Péter Imre, Rosta Péter, Sugár Sándor, Szabó László, Varga Zsolt      |
| 1989 |          | Szívós István       | Harkai János, Kökény Balázs – Balogh Gábor, Balli Sándor, Benedek Tibor, Dubinák Péter, Gál Viktor, Kelemen Zénó, Kemény Attila, Magyar István, Nagy Tibor, Tari Nándor, Török Tibor, Szabó Zoltán, Varga I. Zsolt                   |
| 1993 |          | Kemény Ferenc       | Pelle Balázs, Bóta Krisztián – Bárány Attila, Felvégi Péter, Fodor Rajmund, Hajdú Levente, Hesz Máté, Kásás Tamás, Király György, Kiss Gergely, Ofner Dániel, Szabó Richárd, Székely Bulcsú, Varga Zoltán, Vári Attila               |
| 1995 |          | Kemény Ferenc       | Horváth Tamás, Bíró Ákos – Bárány Attila, Csörgő Péter, Dávid Zoltán, Kéri Péter, Kiss Csaba, Lontay Dániel, Matajsz Márk, Pszota László, Schwáb Attila, Steinmetz Ádám, Varga II. Zsolt, Vári László, Zsoldos Péter                 |
| 1997 |          | Kemény Ferenc       | Áts Bertalan, Török Péter – Bánhidy András, Benczúr Márton, Gál István, Hajas Roland, Haufe Tamás, Katonás Gergely, Mátyás Zoltán, Nyéki Balázs, Steinmetz Ádám, Szivós Márton, Varga Árpád, Varga István, Zentai Tamás              |
| 1999 |          | Kemény Ferenc       | Baráth Ferenc, Áts Bertalan – Bánhidy András, Bánhidy Attila, Ferkó Dániel, Haufe Tamás, Gulyás Ábel, Kiss Gábor, Kovács Olivér, Maklári Ádám, Molnár Ákos, Paján Viktor, Szivós Márton, Szűcs Levente, Varga Dániel                 |
| 2001 |          | Godova Gábor        | Nagy Viktor, Györke Zsolt – Decker Ádám, Gór-Nagy Miklós, Gulyás Ábel, Hegedűs Gábor, Hosnyánszky Norbert, Hyc Tamás, Létay Krisztián, Pataki Gergely, Süveges Máté, Somogyi Balázs, Szabó Nándor, Szirányi Balázs, Varga Dániel     |
| 2003 |          | Merész András       | Györke Zsolt, Baksa László – Bálint Gergő, Csete Gábor, Heinrich Tamás, Juhász Zsolt, Kaszper Gábor, Máthé Balázs, Nikolaosz Kotszidisz, Németh Dániel, Persely Tamás, Somogyi Balázs, Sziklai Tamás, Tóth Márton, Varga Dénes       |
| 2005 |          | Godova Gábor        | Decker Attila, Bisztritsányi Dávid – Hangay Zoltán, Hárai Balázs, Kincses Attila, Kovács Gergő, Lázár Zsolt, Marnitz Gergő, Pecz Gábor, Salamon Ferenc, Szabó Botond, Szabó Péter, Szabó Zoltán, Vincze Zsombor, Vörös Viktor        |
| 2007 |          | Derekas Szilárd     | Valics Bence, Szabó Alex – Bátori Bence, Erdélyi Balázs, Horváth Dávid, Kovács Gábor, Petrovai Márton, Szilvasán Bence, Szőke Szabolcs, Takács Bálint, Tóth Zoltán, Török Béla, Vrezgó Mátyás                                        |
| 2008 |          | Derekas Szilárd     | Barabás Botond, Meixner Marcell – Angyal Dániel, Bátori Bence, Ernyei Márkó, Fazekas Tibor, Fülöp Bence, Jansik Dávid, Keresztes István, Korényi Balázs, Laczkovics Krisztián, Rusz Bertalan, Szentesi Ádám                          |
| 2010 | 6.       | Keszthelyi Tibor    | Bedő Krisztián, Bendes, Bessenyei, Csapó Miklós, Ercse, Francsics, Horváth, Jansik, Lőrincz, Manhercz, Marnitz, Németh, Sánta Dániel, Somlai, Tóth                                                                                   |
| 2011 | 6.       | Petlyánszky Péter   | Péterfy Mihály, ? – Berta József, Gyárfás Tamás, Hegedűs Bence, Jansik Szilárd, Lőrincz Bálint, Német Toni, Salamon Attila, Sánta Dániel, Sedlmayer Tamás, Szabó Bendegúz, Urbán Márk                                                |
| 2013 | 4.       | Horkai György       | Molnár Benedek, Vogel Soma – Csacsovszky Erik, Hornyák Olivér, Hullmann Kristóf, Kis Kristóf, Manhercz Krisztián, Pellei Frank, Sélley Domonkos, Szatmári Kristóf, Tóth Kristóf, Vadovics Viktor, Vogel Simon                        |
| 2015 | 7.       | Horkai György       | Bányai Márk, Dévai Kristóf – Burián Gergely, Fekete Gergő, Kardos Alexander, Korbán Richárd, Kósa Balázs, Nagy Ádám, Sebestyén Balázs, Sugár Péter, Teleki András, Vadovics Viktor, Zerinváry Loránd                                 |
| 2017 |          | Horváth János       | Grieszbacher Márk, Lampert Márk – Baksa Benedek, Bóbis Botond, Dala Döme, Fekete Gergő, Fodor Olivér, Konarik Ákos, Schmölcz Norman, Szieben László, Szőke Benedek, Tóth Gyula, Vékony Ákos                                          |
| 2019 |          | Székely Bulcsú      | Gyapjas Brendon, Hörömpő Botond – Eppel Barnabás, Gábor Lőrinc, Kevi Bendegúz, Lantos István, Mészáros Mátyás, Molnár Erik, Nyíri Balázs, Pető Attila, Szabó Bence, Szeghalmi Zsombor, Várkonyi Ádám, Vigvári Vince, Vismeg Zsombor  |
| 2021 |          | Cseh Sándor         | Csite Loránd, Gyapjas Viktor – Balogh Botond, Barics Bence, Bede Marcell, Gaszt Roland, Ionescu Erik, Iriczfalvi Gábor, Kis Ferenc Ágoston, Mészáros Bálint, Nagy Ákos, Szalai Péter, Szécsi Marcell, Szépfalvi Gergely, Varga Vince |
| 2023 | 4.       | Korényi Balázs      | Maser Márk, Borbély Sándor – Balogh Botond, Cseh Maxim, Doroszlai Zalán, Haverkampf Bence, Imre Kolos, Lugosi Csongor, Nagy Zalán, Regős Vince, Simon Sebestyén, Tóth András, Tóth-Martin Zétény, Tátrai Tamás, Zeman Márton         |
| 2025 |          | Korényi Balázs      | Dámosy Kristóf, Horváth Levente – Bella Csanád, Benedek Mór, Cseh Maxim, Csendes Roland, Divjak Dejan, Fiedler Bence, Imre Kolos, Jámbor Csaba, Kiss Csanád, Mohos Zsigmond, Monostori Samu, Paján Bátor, Rabb Benedek,              |

### Lány
| Év   | Helyezés | Szövetségi kapitány | A magyar válogatott tagjai |
| ---- | -------- | ------------------- | --- |
| 2001 | 6.       |                     | Jankovics, Papp T., Kisteleki, Hőnig, Waszlavszky Krisztina, Molnár, Zsámboki, Varga, Tóth L, Gazdag, Tóth I., Pivon Barbara, Bodor, Tary |
| 2003 |          | Györe Lajos         | Bodor Barbara, Brávik Fruzsina, Csavajda Edit, Döme Nóra, Huszka Zsuzsanna, Jankovics Eszter, Kiss Alexandra, Kisteleki Orsolya, Paulik Katalin, Poszkoli Rita, Szabó Xénia, Szűcs Gabriella, Tankó Bojána, Tomaskovics Eszter, Tóth Ildikó           |
| 2005 |          | Merész András       | Brezovai Dorottya, Gyöngyössy Anikó – Dalmády Szandra, Dolnay Andrea, Hegedűs Renáta, Huszka Zsuzsanna, Jancsó Patrícia, Kiss Alexandra, Kotsidou Nikoletta, Márki Nóra, Poszkoli Rita, Ráski Lilla, Szűcs Gabriella, Tóth Ildikó, Tomaskovics Eszter |
| 2007 | 6.       | Merész András       | Gangl Edina, Keszthelyi Rita, Menczinger Katalin?, Somhegyi Noémi |
| 2008 |          | Merész András       | Baranyi Lucia, Szabó Ivett – Antal Dóra, Bodrogi Zsófia, Czigány Dóra, Gémes Ivett, Kertes Anna, Keszthelyi Rita, Kovács Dóra, Kövér-Kis Réka, Pengő Nikoletta, Tiszai Rebeka, Tóth Petra                                                             |
| 2010 |          | Merész András       | Barna Edina, Doroszlai Vanda, Antal Dóra, Dombrádi Fruzsina, Farkas Kata, Hajor Orsolya, Illés Anna, Korényi Zsófia, Kökény Szonja, Kövesdi Vivien, Kumi Zsófia, Miskolczi Kitti, Miklós Dóra, Polák Zsófia, Vályi Fanny                              |
| 2011 |          | Mihók Attila        | ?, ? – Dombrádi Fruzsina, Farkas Kata, Garda Krisztina, Gémes Alexa, Gurisatti Gréta, Hajor Orsolya, Illés Anna, Kövesdi, Lengyel, Miskolczi Kitti, Pataki, Ziegler                                                                                   |
| 2013 | 5.       | Petrovics Mátyás    | Gábor Kincső, Tímár Maja – Gurisatti Gréta, Horváth Brigitta, Kuna Szonja, Leimeter Dóra, Ritz Anna, Sinka Gréta, Szabó Stefánia, Szilágyi Dorottya, Szmodics Viktória, Tamás Viktória, Varga Viktória                                                |
| 2015 | 5.       | Mihók Attila        | Magyari Alda, Lekrinszki Gina – Ádám Emília, Farkas Tamara, Hertzka Orsolya, Kiss Eszter, Mchunu Hlengiwe, Miklós Réka, Mucsy Anna, Tóth Csenge, Urvári Lili, Vályi Vanda, Vogt Vivien                                                                |
| 2017 |          | Faragó Tamás        | Magyari Alda, Pápai Barbara – Ármai Zita, Dömsödi Dalma, Faragó Berta, Kékesi Borbála, Kudella Panna, Muzsnay Fanni, Pap Mónika, Petőváry Luca, Szellák Csenge, Tátrai Szonja, Utassy Kata                                                            |
| 2019 | 9.       | Varga Tamás         | Magyari Sára, Neszmély Boglárka – Alaksza Dóra, Borsi Ilona, Dávid Cila, Dobi Dorina, Dömsödi Dalma, Forgács Lili, Megyesi Laura, Pőcze Panna, Ramocsai Vera, Somogyvári Lili, Sümegi Nóra, Szabó Nikolett, Zantleitner Noémi                         |
| 2021 |          | Benczur Márton      | Golopencza Szonja, Torkos Tamara – Aubéli Tekla, Bonca Vivien, Fekete Flóra, Felkai Sára, Golopencza Nóra, Hajdú Kata, Hnatyszyn Kinga, Irmes Rozi, Jonkl Csenge, Kóka Zelma, Mácsai Eszter, Mácsai Kata, Szegedi Panni                               |
| 2023 |          | Sike József         | Torma Luca, Eikel Anna – Bereczki Luca, Gulyás Oldal Emma, Hajdú Kata, Horváth Zsófia, Kardos Dominika, Kardos Laura, Kiss Patricia, Lendvai Natasa Sára, Lendvay Zoé, Sóti Lili Sára, Tiba Panna, Varró Eszter, Zantleitner Helga                    |